# Everton FC (női csapat)
A Everton FC (Women) egy angol női labdarúgóklub, amely az FA Women's Super League bajnokságában szerepel. A klub székhelye Southportban található.

## Története
Az 1983-ban alapított együttes a Premier Leagueben részt vevő Everton FC női szakosztályaként működik.

## Sikerlista
Angol bajnok (1):
- FA Women's Premier League (1): 1997–98

 Angol kupagyőztes (2):
- 1988–89, 2009–10

 Angol ligakupa-győztes (1):
- FA Women's Premier League Cup (1): 2007–08

## Játékoskeret
2024. szeptember 20-tól
| #  |     | Poszt | Név                   |
| -- | --- | ----- | --------------------- |
| 1  | IRL | K     | Courtney Brosnan      |
| 12 | ENG | K     | Emily Ramsey          |
| 13 | CAN | K     | Rylee Foster          |
| 4  | ENG | V     | Issy Hobson           |
| 17 | SCO | V     | Lucy Hope             |
| 19 | IRL | V     | Heather Payne         |
| 20 | ENG | V     | Megan Finnigan        |
| 23 | DEN | V     | Sara Holmgaard        |
| 24 | SCO | V     | Kenzie Weir           |
| 27 | NOR | V     | Elise Stenevik        |
| 6  | JPN | KP    | Hajasi Honoka         |
| 7  | AUS | KP    | Clare Wheeler         |
| 8  | BEL | KP    | Justine Vanhaevermaet |
| 22 | ITA | KP    | Aurora Galli          |

| #  |     | Poszt | Név             |
| -- | --- | ----- | --------------- |
| 28 | DEN | KP    | Karen Holmgaard |
| 29 | ENG | KP    | Abbey Clarke    |
| 40 | ENG | KP    | Macy Settle     |
| 47 | DEN | KP    | Karoline Olesen |
| 9  | NGA | CS    | Toni Payne      |
| 10 | ESP | CS    | Inma Gabarro    |
| 11 | ENG | CS    | Emma Bissell    |
| 14 | ENG | CS    | Melissa Lawley  |
| 21 | GRE | CS    | Veatríki Szárí  |
| 25 | NED | CS    | Katja Snoeijs   |
| 26 | DEN | CS    | Rikke Madsen    |
| 40 | ENG | CS    | Ellie Jones     |

### Kölcsönben
| # |     | Poszt | Név                                                    |
| - | --- | ----- | ------------------------------------------------------ |
|   | POR | K     | Inês Pereira (kölcsönben a Deportivo de La Coruña-nál) |

## Korábbi híres játékosok
| - Alyssa Aherne - Aggie Beever-Jones - Chantelle Boye-Hlorkah - Lucy Bronze - Georgia Brougham - Rachel Brown - Isobel Christiansen - Natasha Dowie - Toni Duggan - Gabrielle George - Mollie Green - Alex Greenwood - Taylor Hinds - Chloe Kelly - Sandy MacIver - Mo Marley - Kelly McDougall - Anna Moorhouse - Esme Morgan - Jess Park - Nikita Parris - Poppy Pattinson - Jo Potter | - Jill Scott - Courtney Sweetman-Kirk - Danielle Turner - Millie Turner - Rachel Unitt - Claudia Walker - Megan Walsh - Emily Westwood - Fern Whelan - Fara Williams - Hayley Raso - Giovana Queiroz - Rikke Sevecke - Nicoline Sørensen - Katrine Veje - Simone Magill - Julie Nelson - Maéva Clemaron - Kenza Dali - Valérie Gauvin - Damaris Egurrola - Kika van Es - Inessa Kaagman | - Marthe Munsterman - Siri Worm - Megan Campbell - Cecilía Rán Rúnarsdóttir - Rosella Ayane - Leonie Maier - Ingrid Moe Wold - Martina Piemonte - Claire Emslie - Alisha Lehmann - Anna Anvegård - Hanna Bennison - Nathalie Björn - Olivia Chance - Gwennan Harries - Angharad James |